# Adrián Rojas
Adrián Alejandro Rojas Contreras (Santiago, Chile, 23 de mayo de 1977) es un exfutbolista chileno. Jugó como defensa.

## Trayectoria
Formado en las inferiores de Palestino, llega al conjunto azul en 2004, donde tuvo una gran temporada, sin embargo abandona el club por un bajón en su rendimiento, llegando así a Everton de Viña del Mar, donde realiza una gran campaña junto a su compañero de saga Cristián Oviedo, finalizando el campeonato 2008 como campeón con el club viñamarino. Luego de jugar por Deportes La Serena el 2014, a principios de 2015 anunció su retiro del fútbol.

## Clubes
| Club                 | País       | Año       |
| -------------------- | ---------- | --------- |
| Palestino            | Chile      | 1996-2001 |
| Racing Club          | Argentina  | 2002      |
| Palestino            | Chile      | 2002      |
| Cartaginés           | Costa Rica | 2003      |
| Palestino            | Chile      | 2003      |
| Universidad de Chile | Chile      | 2004-2006 |
| O'Higgins            | Chile      | 2007      |
| Everton              | Chile      | 2008-2012 |
| Rangers              | Chile      | 2012-2013 |
| Deportes La Serena   | Chile      | 2014      |

## Palmarés

### Campeonatos nacionales
| Título           | Club                 | País  | Año    |
| ---------------- | -------------------- | ----- | ------ |
| Primera División | Universidad de Chile | Chile | 2004-A |
| Primera División | Everton              | Chile | 2008-A |
| Primera B        | Everton              | Chile | 2011-C |